# Star Trek Online
Star Trek Online är ett MMORPG utvecklat av Cryptic Studios. Spelet tillkännagavs 7 september 2004 och släpptes 2 februari 2010. Det utspelar sig i Star Treks universum.